# Lake Illawarra
Lake Illawarra är en del av en befolkad plats i Australien. Den ligger i kommunen Shellharbour och delstaten New South Wales, i den sydöstra delen av landet, omkring 83 kilometer sydväst om delstatshuvudstaden Sydney. Antalet invånare är 3 122.
Trakten är tätbefolkad. Närmaste större samhälle är Wollongong, omkring 14 kilometer norr om Lake Illawarra. 
Genomsnittlig årsnederbörd är 1 352 millimeter. Den regnigaste månaden är februari, med i genomsnitt 211 mm nederbörd, och den torraste är juli, med 36 mm nederbörd.